# Diego (電視動畫)
《Diego》（英語：Go, Diego, Go!）是美國尼克国际儿童频道儿童電視節目。
該節目共有5季，一共80集。

## 人物
Diego（配音：丘梅君（台灣））
一個八歲的小男孩。他熱愛大自然和動物，他的使命就是幫助並解決動物們的困境。
艾莉亞（配音：楊小黎（s1），劉如蘋（s2）（台灣））
Diego的11歲姊姊，擅長使用電腦。
美洲虎寶寶（配音：龍顯蕙（台灣））
一隻小美洲虎，是Diego最好的朋友。
救難背包（配音：龍顯蕙（台灣））
一個橘色背包，可以在Diego需要的時候變身成任何東西。
喀嚓照相機（配音：謝佼娟（台灣））
一台照相機，透過聲音幫助Diego尋找動物。

## 外部連結
See also
- 互联网电影数据库（IMDb）上《Diego》的资料（英文）
- Go, Diego, Go!（页面存档备份，存于） at TVGuide.com

Channels
- Go Diego Go on Nick Jr. Australia（页面存档备份，存于）
- Go Diego Go on Nick Jr. Belgium
- Canada Go Diego on Nick Jr. Canada
- Go Diego Go on Nick Jr. Italy（页面存档备份，存于）
- Go Diego on Nick Jr. Latin America（页面存档备份，存于）
- Go Diego on Nick Jr. Netherlands
- Go Diego Go on Nick Jr New Zealand（页面存档备份，存于）
- Go Diego Go on Nick Jr. South East Asia
- Go Diego Go on Nick Jr. UK（页面存档备份，存于）
- Go Diego Go on Nick Jr. US（页面存档备份，存于）
- Go Diego Go on TF1
- Go Diego Go on Treehouse